# 伊夫·布雷歇
伊夫·布雷歇（法語：Yves Bréchet，1961年10月12日—生于法国奥维涅省(Auvergne)），物理学家，法兰西科学院院士，格勒诺布尔理工学院教授。目前担任法国原子能专署首席科学家。

## 生平
伊夫·布雷歇毕业于巴黎综合理工学院(巴黎综合理工学院)（1981届）和巴黎社会科学高等学院(社会科学高等学院)科学史硕士学位（1984），并于1987年和1992年在约瑟夫·傅立叶大学(Joseph Fourier University)分别获得博士学位以及博士生导师资格（特许任教资格）。
他长期任职于法国格勒诺布尔技术学院(Grenoble INP)教授，并任加拿大马克马斯特大学（McMaster University）材料科学工程学客座教授。他同时是法国优秀科学家协会(Institut Universitaire de France)高级教授和格勒诺布尔大学SIMAP实验室成员。
2010年11月30日，他当选法兰西科学院院士。

2012年9月19日，经法国高等教育和研究部部长提名，伊夫·布雷歇成为法国原子能署（CEA）领导组成员，并接替Catherine Cesarsky担任法国原子能专署首席科学家。

## 工作领域
布雷歇的研究领域主要涉及：物理冶金学，热力学，微结构制造，模拟仿真，材料相变，塑性原理，材料断裂微观分析，材料及制备工艺的选择，结构优化设计，材料生物交叉科学，结构仿生……
他许多著名企业或研究机构担任高级科学顾问：安塞乐米塔尔钢铁集团(安賽樂米塔爾)，法国原子能总署（Commissariat à l'énergie atomique），Rio Tinto Alcan铝业，法国电力公司(EDF}})，法国国家航空航天科研局(ONERA)。
他担任J.Comp.Sim.Mat.Sc.Eng, Materials Science Engineering, Technique de l'Ingénieur等国际期刊主要编委，Acta Materialia杂志理事会成员。

## 荣誉奖项
- 法兰西科学院Pechiney奖(1990)
- 西澳大学（西澳大学）Gledden（英语：Robert Gledden）学术奖(1993)[3]
- 欧洲材料学会（FEMS）材料科学技术奖(1995)，用于表彰在建模方面的贡献
- Korber基金会奖（1996），用于表彰在材料科学建模的贡献（与M.Ashby和M. Rappaz合作）
- 法国大学科学院(Institut universitaire de France)初级会员（1992-1997）
- 法国材料力学协会Bastien Guillet奖(2000)
- 加拿大不列颠哥伦比亚大学（不列顛哥倫比亞大學）Weinberg学者（2003）
- 日本钢铁协会（ISIJ）泽村奖（Sawamura Award）(2006)
- 日本钢铁协会（ISIJ）吉马莱斯奖（Guimaraes Award）(2006)
- 美国西北大学（西北大学）Cohen学者（2006）
- 加拿大D.K.McDonald学者（2007）
- 法国国家科学研究中心（CNRS）银奖（2009）
- 斯图加特金属所普朗克（Max Planck Institute for Metals Research）学者（2009）
- Thermec先进材料国际大会优秀奖（2009）[4]
- 欧洲科学院(European Academy of Science)院士（2009）
- 法国大学科学院(Institut universitaire de France)高级教授，结构材料物理化学讲师（2005-）
- 法国荣誉军团骑士勋章（2010）
- 中国科学院沈阳金属所李薰奖（2010）
- 法兰西科学院Ayme Poirson奖（2010）
- Henry Marion Howe 奖章 （2010）
- 盖·吕萨克-洪堡奖章（2010）
- 法兰西科学院院士（2010）

## 学术著作（已出版）
- M.F. Ashby, D.R.H Jones, Y. Bréchet, J. Courbon, M. Dupeux. . Dunod. 2008. ISBN 978-2100509010.

- J. Agren, Y. Bréchet, C. Hutchinson, J. Philibert, G. Purdy. . EDP Sciences. 2006. ISBN 2-86883-889-8.

- J. Philibert, A. Vignes, Y. Bréchet, P. Combrade. . Dunod. 2002. ISBN 9-782100-063130.

- L. Salvo, Y. Bréchet, M.F. Ashby. . PPUR. 2001. ISBN 2-88074-473-3.

- Y. Bréchet. . Vch. 2000. ISBN 3-527-30122-4.

- Y.Brechet, D.Embury, P.Onck, "Architectured Multifunctionnal Materials", MRS Symposium Proceedings (2009)
- 在各类学术期刊上发表了逾500篇文献

## 相关链接
1. ↑  法兰西科学院2010年11月30日新闻 （页面存档备份，存于）
2. ↑  CEA新闻 （页面存档备份，存于）.
3. ↑  .   [2011-03-08]. （原始内容存档于2009-09-13）.
4. ↑  .   [2011-03-09]. （原始内容存档于2011-03-01）.